# アーネスト・ヘンリー・ウィルソン

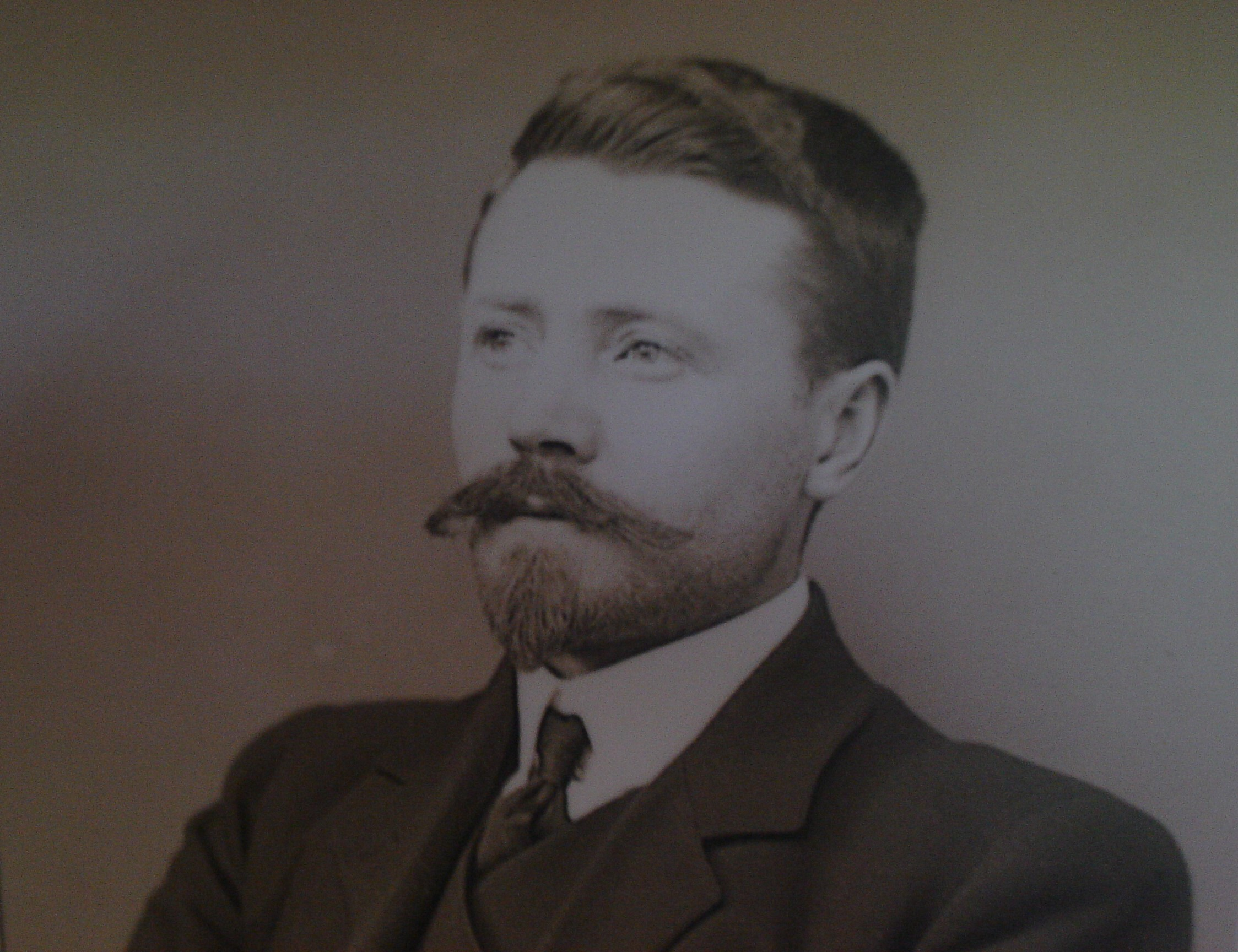
Ernest Henry Wilson.

アーネスト・ヘンリー・ウィルソン（Ernest Henry "Chinese" Wilson、1876年2月15日 – 1930年10月15日）は、イギリスのプラントハンター。約2,000種のアジアの植物を、ヨーロッパ、アメリカ合衆国に紹介した。約60種に彼の名前がつけられた。屋久島の胸高周囲13.8mの切り株、「ウィルソン株」を調査、西欧に紹介したことでも知られる。

## 生涯
グロスタシャーのチッピングカムデン（Chipping Campden）で生まれた。すぐに家族は、ウォリックシャーのシャーリー（Shirley）に移り、花造りの商売を始めた。見習い庭師として、ウォリックシャーのヒューイットの栽培園で働くために、学校をやめた、16歳の時には、バーミンガム植物園で働いた。バーミンガムでは、夜は技術学校で学び、植物学の賞を得た。1897年に王立植物園（キューガーデン）で働き始め、針葉樹に関する論文でフッカー賞を受賞した。その後、ヴィーチ商会に雇われ、ハンカチノキ（学名: Davidia involucrata）をヨーロッパに導入することを目的に中国の植物採集する仕事を引き受けた。
6ヶ月間、クームの樹木栽培園ですごした後、アメリカ経由で中国へ向かった。ボストンでは、チャールズ・スプレイグ・サージェント（Charles Sprague Sargent）を訪ね、損傷なく種や植物を輸送する方法を学んだ。香港に1899年6月3日に着き、サージェントの助言で12年前にハンカチノキを見たという、オーガスティン・ヘンリーのいる雲南省に向かったが、ヘンリーの見たハンカチノキはすでに切り倒されていた。アルマン・ダヴィドが見たという木を発見したのは600kmも離れた湖北省の宜昌市であった。湖北省で2年間採集を行い1902年4月にイギリスに戻るまでに305種の種子、35の球根などをイギリスに送り、906の植物の乾燥標本を集めた。ハンカチノキについては、フランスの宣教師、ポール・ギヨーム・ファルジュがパリに種子をもたらし、発芽に成功させていた。
イギリスに戻って、結婚した後、ヴィーチ商会によって1903年に再び中国に派遣され、チベットや四川省の楽山などでの採集を行って帰国した。
1906年に、サージェントが園長を務めるボストンのハーバード大学、アーノルド樹木園（Arnold Arboretum）の援助を受けて3度目のアジア採集旅行を行った。その旅行ではカメラを持つことを勧められ、中国の人々や風景の写真を残した。成都の宮殿の庭のサルスベリ（Lagerstroemia indica）などの樹木を採集した。この旅行の後、家族とボストンに渡り、アーノルド樹木園の標本館で働くことになった。ボストンの社交界で尊敬されるようになり、"Chinese Wilson"と呼ばれるようになった。
1910年に4度目のアジア採集旅行に出て、中国北部などを旅した。
5度目の採集旅行で日本を訪れた。この時は家族が同行した。2回目の採集旅行で負った怪我のため、第一次世界大戦には徴兵されることなく研究と著作を続けることができた。6度目の採集旅行は日本と韓国を訪れた。屋久島の巨大な屋久杉の切り株についての記事を1914年に発表した。1916年には、ソメイヨシノが交雑種であるという仮説を発表した。
1927年にサージェントの後を継いで、アーノルド樹木園の園長になった。1912年に王立園芸協会 (RHS) からヴィクトリア名誉メダルを受賞した。アメリカ芸術科学アカデミーの会員に選ばれ、ハーバード大学などから名誉学位を得た。

## 著作
- Charles Sprague Sargentと共著: A naturalist in western China, with vasculum, camera, and gun; being some account of eleven years' travel, exploration, and observation in the more remote parts of the Flowery kingdom. London 1913 doi:10.5962/bhl.title.12039, doi:10.5962/bhl.title.39883
- Plantae Wilsonianae: an enumeration of the woody plants collected in western China for the Arnold arboretum of Harvard University during the years 1907, 1908, and 1910. Cambridge University Press, Cambridge 1913 - 1917 doi:10.5962/bhl.title.191, doi:10.5962/bhl.title.20285, doi:10.5962/bhl.title.33536
- The conifers and taxads of Japan. Cambridge University Press, Cambridge 1916, doi:10.5962/bhl.title.17457
- Aristocrats of the garden. Doubleday, Page & company, Garden City 1917 doi:10.5962/bhl.title.54966, doi:10.5962/bhl.title.31058, doi:10.5962/bhl.title.40609
- The romance of our trees. Garden City 1920, doi:10.5962/bhl.title.55462, doi:10.5962/bhl.title.25560
- Alfred Rehderと共著: A monograph of azaleas. Rhododendron subgenus Anthodendron. Cambridge University Press, Cambridge 1921 doi:10.5962/bhl.title.25818, doi:10.5962/bhl.title.51369, doi:10.5962/bhl.title.55595
- The lilies of Eastern Asia. 1925.
- Plant hunting. 1927.

## 日本語文献
各・古居智子編・解説
- 『ウィルソンの屋久島　100年の記憶の旅路』KTC中央出版、2013年。1914年から1918年の日本調査の記録
- 『ウィルソンが見た鹿児島　プラント・ハンターの足跡を追って』南方新社、2016年。1914年調査
- 『ウィルソン　沖縄の旅』琉球新報社、2017年。1917年調査
- 『100年前の東京と自然　プラントハンターウィルソンの写真』八坂書房、2019年。1914年調査